# События января 1991 года в Риге
События января 1991 года в Риге (Баррикады; латыш. Barikāžu laiks) — события в период с 13 по 27 января 1991 года, главным образом происходившие в городе Рига, связанные с распадом СССР. В более широком значении события баррикад 1991 года можно отнести к периоду до 21 августа 1991 года, когда происходила последняя попытка ликвидации ОМОНом баррикад улицы Екаба.
В 1995 году был создан фонд Памяти баррикад. С января 1996 года более 30 тысяч защитников баррикад получили Памятный знак участника баррикад.

## Предыстория
4 мая 1990 года Верховный совет Латвийской ССР, в котором большинство получил Народный фронт Латвии, провозгласил Декларацию о восстановлении независимости Латвии и создал своё правительство, приступившее к формированию властных структур параллельно с существовавшими в республике учреждениями СССР. Таким образом в Латвии создалось двоевластие, когда формально страной управляли Верховный совет и Совет министров во главе с деятелями Народного фронта, а фактически она контролировалась Союзом ССР через Прибалтийский военный округ, МВД, банковскую и денежную систему, обеспечивалась из союзного центра материально-техническими ресурсами.
2 декабря 1988 года приказом № 206 по МВД СССР, в том числе и при МВД Латвийской ССР, был образован рижский ОМОН, насчитывавший 150 человек (из них 20 офицеров и 2 неаттестованных сотрудника).
После провозглашения независимости министр внутренних дел Латвийской ССР, назначенец Народного фронта Алоиз Вазнис перевёл ОМОН в своё непосредственное подчинение, начав чистку его рядов по национальному признаку. Командир отряда подполковник милиции Эдгар Иванович Лымарь отказался подчиниться Вазнису и через центральную газету «Советская Латвия» заявил, что будет выполнять только те приказы, которые не противоречат Конституции СССР и Конституции Латвийской ССР. В ответ Вазнис прекратил выплату денежного довольствия бойцам ОМОНа, выдачу амуниции и горючего, а Совет министров Латвийской ССР потребовал расформирования отряда у МВД СССР.
Отряд стал первой коммерческой охранной структурой, работавшей по договору с управлением торговли г. Юрмалы. Злоупотреблениям во время закрытия ресторанов способствовало разрешение министра Вазниса нести службу в масках с прорезями для глаз. Поскольку юрмальская милиция фиксировала жалобы посетителей ресторанов на злоупотребления, а сделать ОМОН своим политическим орудием Вазнису не удалось, он издал «приказ о деполитизации» структур МВД, запретивший сотрудникам принимать сторону какой-либо из ветвей власти в республике. Это вызвало несогласие, стимулировавшее приток в ОМОН обиженных из разных отделов внутренних дел республики.
По просьбе первого секретаря ЦК Компартии Латвии А. П. Рубикса министр Вадим Бакатин к осени 1990 года передал рижский ОМОН из подчинения МВД Латвийской ССР в МВД СССР — к Вильнюсской 42-й дивизии внутренних войск. Кроме табельных пистолетов Макарова, бойцам на постоянное ношение выдали автоматы, гранаты, а отряду придали два новых БТР.
11 декабря 1990 года Народный фронт Латвии принимает заявление с призывом готовиться к часу «Х», чтобы дать отпор «имперским силам», «вступать в отряды добровольных стражей порядка особого назначения ЛР», создавать на предприятиях фонды помощи, «использовать различные варианты стачек для разрушения экономической системы СССР». Фракция НФЛ в Верховном совете Латвии создаёт штаб обороны, которому ставится задача обеспечить защиту завоеваний демократии. В него вошли представители радикального крыла Народного фронта Латвии Андрей Крастыньш, Талавс Юндзис и Одиссей Костанда.
В декабре 1990-го — январе 1991 года неизвестные лица подбрасывают и приводят в действие взрывные устройства у зданий ЦК Компартии Латвии, Дома политпросвещения, Дома печати — издательства ЦК Компартии Латвии, возле жилого дома, где проживали военнослужащие Советской Армии, у больницы. На митингах и собраниях звучат заявления, что «завоевать свободу без жертв невозможно», «Москва потопит Латвию в крови за стремление выйти из СССР».

## Хроника
2 января 1991 года по просьбе ЦК Компартии Латвии на основании приказа МВД СССР рижский ОМОН взял под охрану высотный Дом печати в Риге, где находилось Издательство ЦК Компартии Латвии, выпускавшее всю периодическую прессу. Ранее было объявлено о его национализации правительством Латвии. Как впоследствии признал Рижский окружной суд, действия ОМОНа нанесли «существенный ущерб важным для независимости Латвии объектам», хотя выпуск всей периодики продолжался в обычном режиме и в содержание изданий никто не вмешивался. Было прекращено только изготовление изданий Народного Фронта.
8 января Верховный Совет предоставляет вице-спикеру, лидеру НФЛ Дайнису Ивансу полномочия «в связи с угрозой демократическим институциям Латвии, на случай каких-либо событий в Латвии, представлять за рубежом интересы Верховного Совета и правительства Латвии».
13 января в Риге состоялся митинг Народного фронта в поддержку Верховного совета и Совета министров, а также в знак протеста против вооружённых акций в Литве, в котором приняло участие около 500 000 человек, собравшихся в течение нескольких часов. Вечером того же дня началось сооружение баррикад вокруг стратегических объектов в Риге и некоторых других городах Латвии. По свидетельству участников событий, у части «баррикадников» было холодное и огнестрельное оружие.
В строительстве заграждений в Риге были задействованы тяжелая техника, грузовики, передвижные краны, которые по разнарядке выделяли руководители предприятий Латвии. Со складов строительных управлений на улицы города стали вывозить бетонные блоки, металлоконструкции. Защитники на баррикады прибывали также организованно, с разрешения своего начальства, но добровольно. Питание защитников обеспечивали помимо патриотически настроенных граждан предприятия общепита, развозившие горячую еду и развернувшие полевые кухни..
В Ригу из Москвы прибыло спецподразделение по сбору информации и проведению спецмероприятий в отношении участников баррикад.
14 января ОМОН разоружил рижское отделение милиции «Вецмилгравис» и устроил там свою базу, на следующий день был разоружен рижский филиал Минской высшей школы МВД.
ЦК КПЛ во главе с Альфредом Рубиксом 15 января объявил о создании Комитета национального спасения, принимающего на себя всю полноту власти в республике.
ОМОН 16 января приступил к разблокированию заграждения из КамАЗов на мосту через Милгравский канал, соединявшем базу отряда с центром города. В ходе столкновения от пули омоновцев случайно погиб шофер министерства сообщения Роберт Мурниекс, находившийся в проезжавшей мимо машине.
На следующий день, 17 января, министр внутренних дел Латвии Алоиз Вазнис издал приказ, позволивший сотрудникам милиции применять огнестрельное оружие при охране зданий и по бойцам ОМОНа, которые приближаются к объектам МВД Латвии на расстояние менее 50 метров. Из Москвы приказ министра был передан в ОМОН.

### Штурм МВД
В ночь с 19 на 20 января пятеро неизвестных якобы изнасиловали жену командира взвода ОМОНа Лактионова, о чём бойцы ОМОНа получили сообщение. Также был обстрелян пост ОМОНа в Доме печати. Бойцами отряда по горячим следам 20 января был задержан микроавтобус «Латвия» с пятью дружинниками «национальных сил обороны». В микроавтобусе, по словам бывшего руководителя московской следственной группы В. Костырева, были обнаружены холодное оружие и боеприпасы.
Тогда омоновцы сами повезли задержанных на четырёх машинах сопровождения. По пути на базу через центр Риги им требовалось заехать в Прокуратуру Латвийской ССР для смены караула. Как только конвой въехал на бульвар Райниса, чтобы повернуть к прокуратуре, он был обстрелян неизвестными со стороны здания Госстроя Латвийской ССР, находившегося напротив МВД дальше на бульваре Райниса. По мнению полковника Виктора Бугая, омоновцы были вынуждены «искать укрытия в находящемся напротив здании МВД, что затем преподносилось как „штурм МВД ОМОНом“».
По воспоминаниям полковника Бугая, согласно данным переговоров, записанных в дежурной части Рижского ГУВД, решение укрыться от обстрела в здании МВД бойцы ОМОНа: приняли в 21.30. Связи с МВД не было, пока не раздался звонок заместителя министра З.Индрикова по прямой линии В. Ф. Бугаю. Зам.министра кричал, что ОМОН ломает дверь и просил приехать. В 21.46 всем находившимся в здании приказали[кто?] прекратить стрельбу. В 21.57 омоновцы в здании МВД делают вывод, что опасности больше нет и передают сообщение: «Передайте — в городе много боевиков, отлично вооружены». Боевики с Бастионной горки подступают к зданию МВД по одному, короткими перебежками, прячутся за деревьями. Их омоновцы берут на прицел[прояснить].
Здания МВД Латвии и соседнего Госстроя омоновцам удалось захватить без потерь. Большинство погибших было поражено со стороны Бастионной горки, находившейся в тылу омоновцев. Ход событий фиксировали многочисленные репортёры и телеоператоры, каким-то образом предупреждённые о том, что произойдёт возле Бастионной горки. Дежурный на пульте УВД отмечает: «Смотри, какая подготовка хорошая — тут и телевидение, антенны развернули, прямой репортаж…»
В результате интенсивной стрельбы в центре города 10 человек было ранено, 5 — убито. Из них четверо, в том числе операторы группы кинорежиссёра Юриса Подниекса Андрис Слапиньш и Гвидо Звайгзне (скончался от полученных ранений в начале февраля), старший участковый инспектор милиции Сергей Кононенко и школьник Эдийс Риекстиньш, погибли в парке у Бастионной горки, а лейтенант милиции Владимир Гомонович — между четвёртым и пятым этажами здания МВД, от выстрела сверху.
Переговоры с омоновцами о разблокировке здания МВД провёл православный священник и депутат Верховного совета Латвийской ССР Алексей Зотов, которого привёз начальник Рижского ГУВД Виктор Бугай. ОМОН отошёл на базу, генерала Индрикова освободили из блокированной «Волги».
По данным полковника Бугая, впоследствии Индриков представил к высшей государственной награде за «защиту здания МВД» — ордену Трех Звезд — бауских милиционеров, никто из которых на прямой вопрос полковника не мог рассказать, какой участок защищал и сколько боеприпасов при этом истратил.
25 января около 500 милиционеров рижского гарнизона на своем собрании в общественно-политическом центре ЦК КПЛ поддержали ОМОН и потребовали отставки министра Вазниса.

### Окончание баррикад
22 января 1991 года министр финансов СССР Валентин Павлов объявил о начале обмена 50- и 100-рублёвых купюр образца 1961 года на новые или более мелкие купюры, что надлежало сделать в течение трёх дней, до 25 января, и с ограничением суммы не более 1000 рублей на человека. Необходимость срочно обменять деньги мотивировала участников баррикад заняться личными делами, после чего основные заграждения на улицах Риги были разобраны.
25 января состоялись похороны погибших возле здания МВД и внутри него, вылившиеся в многотысячную манифестацию.

## Расследование
Расследование событий 20 января 1991 года возле Бастионной горки за 30 лет так и не пришло к каким-либо однозначным выводам о том, кто спровоцировал стрельбу и почему операторы Звайгзне и Слапиньш были поражены пулями в спину, когда они вели съемку камерами, направленными в сторону МВД — то есть те, кто нанёс им ранения, находились на Бастионной горке, в тылу ОМОНа.
Глава следственной группы Генеральной прокуратуры СССР Валерий Костырев в интервью для фильма Антры Цилински «Анатомия провокации» рассказал: «Стреляли из нескольких мест. В частности, из Рижского „Водоканала“, с Бастионной горки, с гостиницы „Ридзене“, из Академии художеств были единичные выстрелы». Поскольку Бастионная горка является господствующей высотой возле здания МВД, то контроль над ней был важен обеим сторонам конфликта. Следствие предполагало, что до приезда ОМОНа на бульвар Райниса её заняли некие вооруженные люди. Во многих исследованиях указывалось, что ОМОН попал в устроенную заранее западню..
За время расследования не найдено подтверждений присутствия «Альфы» или иных спецподразделений СССР на Бастионной горке. Поведение операторов Звайгзне и Слапиньша, стоявших в 150 м от здания МВД и поражённых прицельными выстрелами (Слапиньш прямо в сердце), говорит о том, что они не чувствовали угрозы со стороны Бастионной горки. 20 января на пресс-конференции в Верховном совете Латвийской ССР их коллега и руководитель, режиссёр Юрис Подниекс намекнул на «третью силу», которую они застали в парке, предположив, что операторов убрали намеренно, чтобы скрыть информацию. Публицист Татьяна Фаст в книге «Юрис Подниекс: легко ли быть идолом» предполагает, что «третьей силой» могли быть и национал-патриоты — например, люди бывшего советского милиционера Бесхлебникова, в годы перестройки переименовавшегося в Майзниекса. «Бесхлебников-Майзниекс возглавлял в те годы национальные отряды самообороны, созданные как бы в противовес рижскому ОМОНу. Этим отрядам приписывали участие во многих громких событиях начала независимости, в том числе в перестрелке у Бастионной горки», — написала Фаст..

## Память
- В Риге действует Музей баррикад.
- Каждый год в Латвии проводятся памятные мероприятия, зажигаются костры, проводятся концерты на Домской площади, возложение цветов к памятнику Свободы. Эти мероприятия в МВД бывший начальник Рижского ГУВД В. Ф. Бугай называет конфабуляцией — галлюцинацией воспоминаний реально не причастных к событиям людей[6]. «Памятные даты января и августа 1991 года, ежегодно отмечаемые МВД, — это даты его позора. Руководством и личным составом министерства НИЧЕГО не было сделано ни для отражения нападения на МВД в январе, ни для упреждения подобных эксцессов в августе 1991-го. Всю работу проводил личный состав ГУВД Риги, чьи заслуги перехватили те, кто пришел работать в МВД с 1992 года». Однако вместо рижских милиционеров, которых начиная с 1992 года начали увольнять из органов внутренних дел, так как они не получили гражданства Латвийской республики и в соответствии с новым законодательством не могли работать в силовых структурах государства, зам. министра Зенон Индриков представил к награде бауских милиционеров, назначенных на дежурство в его учреждении в ночь 19 января 1991 года[неавторитетный источник][аффилированный источник? 100 дней].
- Выпущены памятные знаки.
- Возле моста через Милгравский канал установлен памятный крест в честь погибшего здесь от случайной пули 16 января Роберта Мурниекса.

## Погибшие во время баррикад
- Владимир Гомонович[латыш.];
- Илгварс Гриезиньш[латыш.];
- Сергей Кононенко[латыш.];
- Робертс Мурниекс[латыш.];
- Эдийс Риекстиньш;
- Андрис Слапиньш;
- Гвидо Звайгзне[латыш.][15].

Проблемы с гражданством Латвии возникли у членов семей троих из пяти человек, погибших 20 января 1991 года, в том числе у детей оператора Андриса Слапиньша, которых его жена Наталья увезла в Россию через несколько лет после гибели мужа. В 2014 году, хоть в Латвии и запрещено двойное гражданство, дети обратились с просьбой о сохранении гражданства Латвии. Поначалу кабинет министров в порядке исключения хотел эту просьбу удовлетворить, однако 3 ноября 2015 года отказал, базируясь на представлении министра внутренних дел Рихарда Козловского. 8 февраля 2018 года правительство Латвии в итоге приняло решение сохранить гражданство Латвии Анне и Андрису Слапиньшам.
Лейтенанты милиции Владимир Гомонович и Сергей Кононенко осенью 1991 года стали бы негражданами, как это произошло с их вдовами и детьми. Однако Светлана Кононенко и Наталья Гомонович с несовершеннолетними детьми были приняты в гражданство специальным решением Сейма — «за особые заслуги», через 6 лет и 2 месяца после гибели своих кормильцев. 10 марта 2005 года с семьями погибших милиционеров встретился премьер Эйнар Репше, однако обе в настоящее время живут за границей — в России и Белоруссии.

### Видео
- Provokācijas anatomija/Анатомия провокации на YouTube  (латыш.)
- Трагедия Рижского ОМОНа 1991 г. Телепередача «Как это было». ОРТ, 23.01.1999